# Acris gryllus
Acris gryllus é uma espécie de anfíbio anuros da família Hylidae. A espécie é endêmica dos Estados Unidos e ocorre no sudeste do país. Em relação ao risco de extinção, ela é considerada uma espécie pouco preocupante pela Lista Vermelha da UICN.